# Faucon-de-Barcelonnette
Faucon-de-Barcelonnette là một xã ở tỉnh Alpes-de-Haute-Provence, vùng Provence-Alpes-Côte d'Azur ở đông nam nước Pháp.